# عبد الكبير الوادي
عبد الكبير الوادي؛ مواليد 20 فبراير 1993 في فاس، المغرب، هو لاعب كرة قدم مغربي يلعب لصالح نادي فيوتشر كجناح.

## سيرته الرياضية
انطلقت مسيرة عبد الكبير الوادي بفريق الحياة الفاسي، في القسم الثاني لبطولة عصبة الوسط الشمالي. لعب بعد ذلك في صفوف فريق وداد فاس، في موسمي 2011/2012 و2012/2013 و ذهاب موسم 2013/2014، قبل أن ينتقل إلى نادي الرجاء الرياضي في يناير 2013، وفق عقد لأربع سنوات و صفقة قيمتها 4 ملايين درهم.

نودي عليه لأول مرة للمنتخب المغربي، في يناير 2014، لخوض بطولة أفريقيا للمحليين، بجنوب أفريقيا.

## الإنجازات
الرجاء الرياضي
- كأس اتحاد شمال إفريقيا : 2015
- كأس العرش : 2017

## وصلات خارجية
- عبد الكبير الوادي على موقع قاعدة بيانات كرة القدم.إي يو (الإنجليزية)
- عبد الكبير الوادي على موقع ناشيونال فوتبول تيمز (الإنجليزية)
- عبد الكبير الوادي على موقع Soccerway.com (الإنجليزية)
- جرد لأهداف اللاعب من موقع كوورة